# Dialeurodes delhiensis
Dialeurodes delhiensis es un hemíptero de la familia Aleyrodidae, con una subfamilia: Aleyrodinae.
Fue descrita científicamente por primera vez por David & Sundararaj en 1992.